# Резбоєній-де-Жос
Резбоєній-де-Жос (рум. Războienii de Jos) — село у повіті Нямц в Румунії. Входить до складу комуни Резбоєнь.
Село розташоване на відстані 294 км на північ від Бухареста, 21 км на північний схід від П'ятра-Нямца, 78 км на захід від Ясс.

## Населення
За даними перепису населення 2002 року у селі проживали 683 особи.
Національний склад населення села:
| Національність | Кількість осіб | Відсоток |
| -------------- | -------------- | -------- |
| румуни         | 675            | 98,8%    |
| цигани         | 8              | 1,2%     |

Рідною мовою назвали:
| Мова      | Кількість осіб | Відсоток |
| --------- | -------------- | -------- |
| румунська | 675            | 98,8%    |
| циганська | 8              | 1,2%     |